# 北村韓屋村
北村韓屋村（韓語：북촌한옥마을）是韓國首爾特別市鐘路區的一處傳統韓屋村落，邻近景福宮、昌德宮和首爾宗廟等景點，曾於2009年時獲聯合國教科文組織頒發「亞太區文物古蹟保護獎」傑出項目獎以表揚其復修成果。该村過去是朝鮮貴族的居住地，以韓屋和传统韩国建筑风格的小屋闻名。

## 图片集

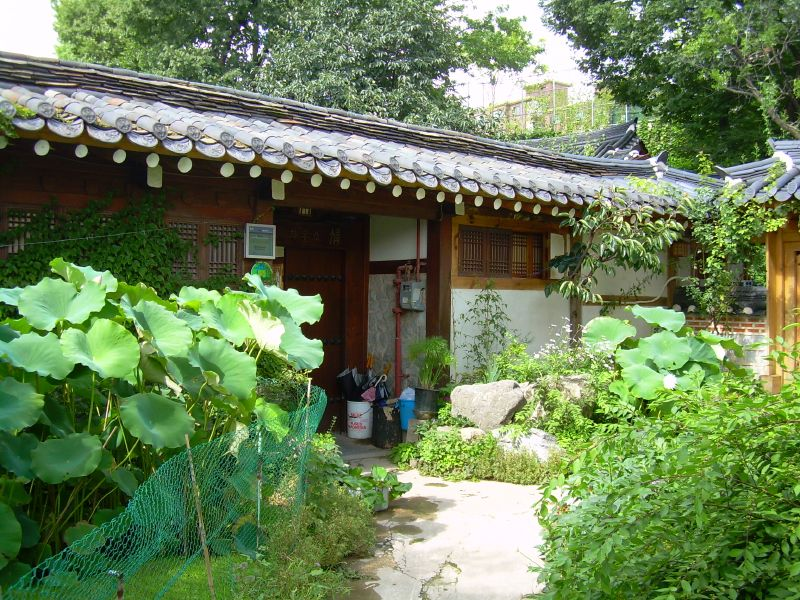
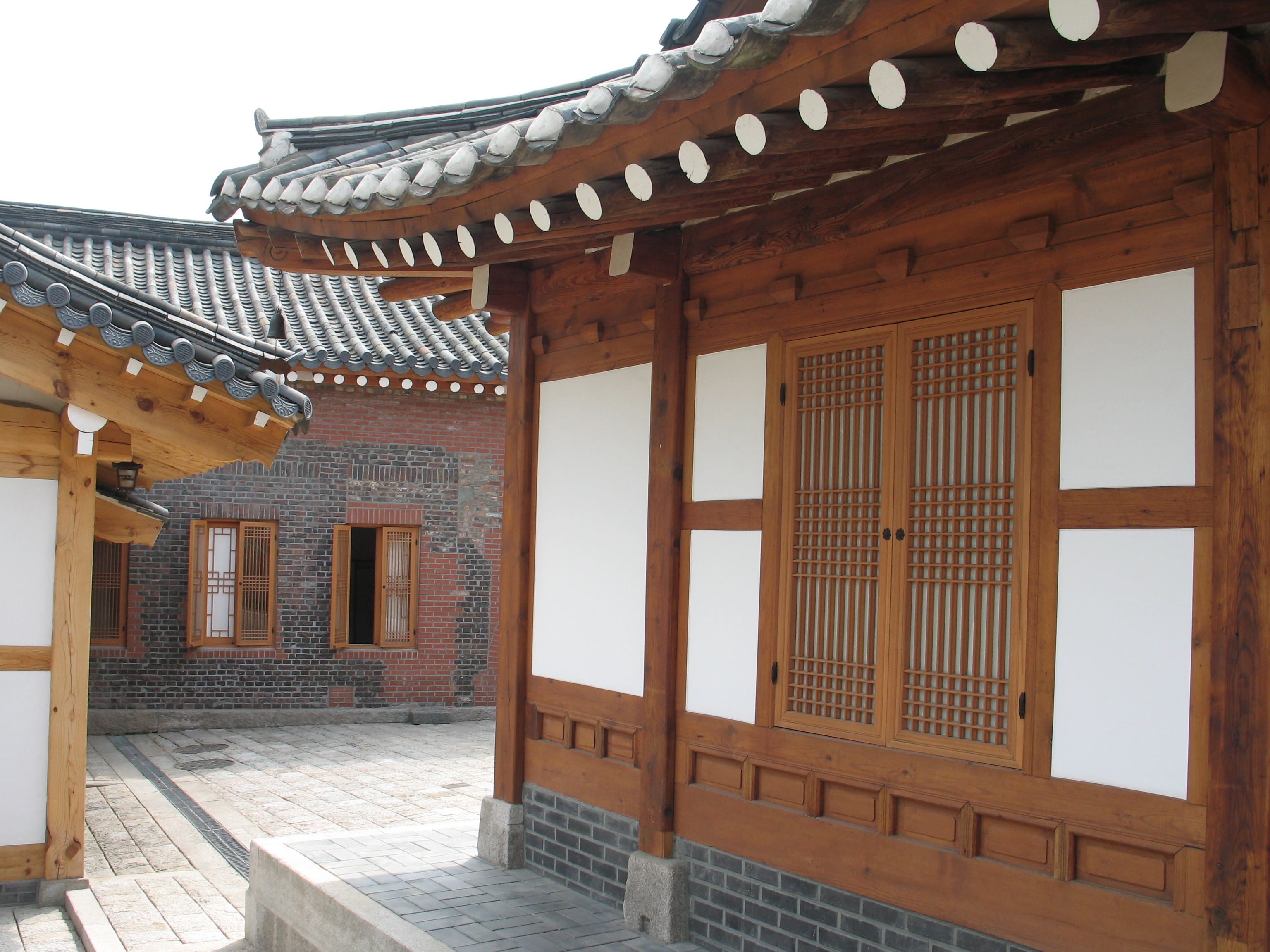
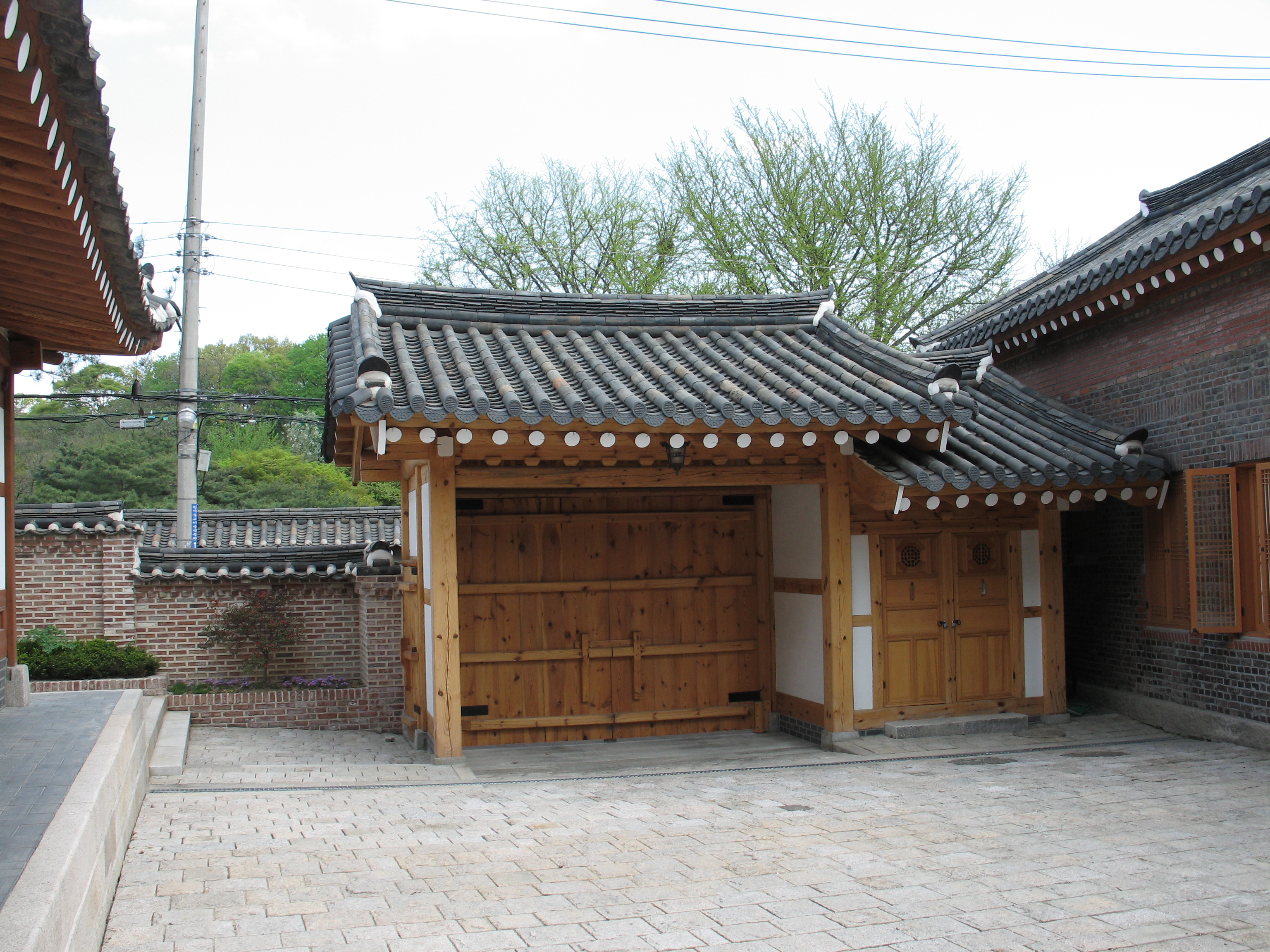
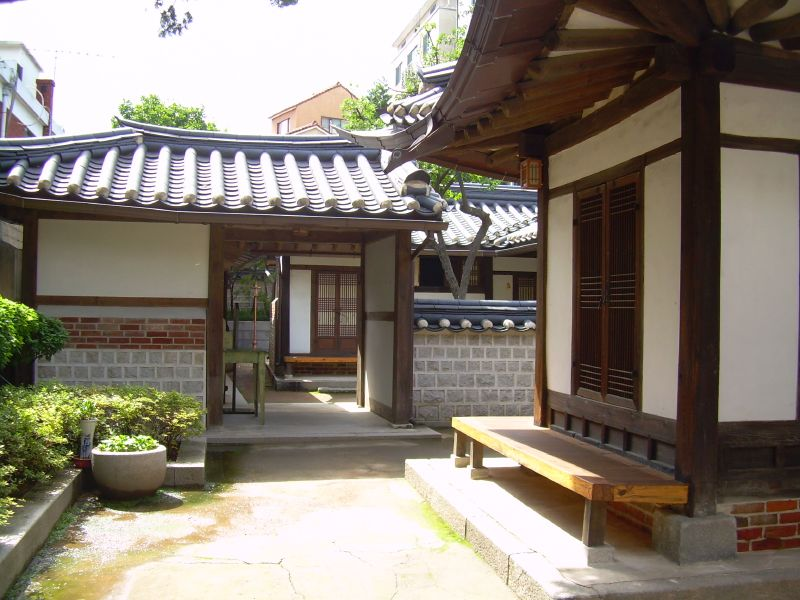
設有廊台的韓屋